# 佐折町
佐折町（さおりちょう）は、愛知県愛西市の地名。字が7つある。

## 地理
旧佐織町東部に位置する。東から南は津島市、西から北は勝幡町に接する。

### 字一覧
（五十音順・読みはyahoo!地図による）
- 上栄（かみさかえ）
- 辻畑（つじはた）
- 鯲田（どじょうた）
- ニトヘ
- 東川（ひがしかわ）
- 溝合（みぞあい）
- 宮寺（みやでら）

## 歴史

### 町名の由来
素織が転じたもので、織物で名を成したことを示す地名という。

### 沿革
- 江戸時代 - 尾張国海東郡の尾張藩領清洲代官所支配の佐折村として所在[7]。
- 1889年（明治22年） - 合併に伴い、勝幡村大字佐折となる[7]。
- 1906年（明治39年） - 合併に伴い、佐織村大字佐折となる[8]。
- 1939年（昭和14年） - 町制施行に伴い、佐織町大字佐折となる[8]。
- 2005年（平成17年）4月1日 - 合併に伴い、愛西市佐折町となる。

## 世帯数と人口
2019年（令和元年）5月1日現在の世帯数と人口は以下の通りである。
| 町丁   | 世帯数  | 人口  |
| ------ | ------- | ----- |
| 佐折町 | 148世帯 | 401人 |

### 人口の変遷
国勢調査による人口の推移
| 2005年（平成17年） | 469人 | [ 9 ]  |  |
| 2010年（平成22年） | 432人 | [ 1 ]  |  |
| 2015年（平成27年） | 412人 | [ 10 ] |  |

## 小・中学校の学区
市立小・中学校に通う場合、学区は以下の通りとなる。
| 番・番地等 | 小学校             | 中学校             |
| ---------- | ------------------ | ------------------ |
| 全域       | 愛西市立勝幡小学校 | 愛西市立佐織中学校 |

## 交通
- 旧津島街道（津島上街道）[5]
- 愛知県道126号給父西枇杷島線[5]

## 施設
- 神明社[5]
- 真宗大谷派随円寺[5]

## その他

### 日本郵便
- 郵便番号 : 496-8002[3]（集配局：津島郵便局[12]）。